# 豊田博
豊田 博（とよだ ひろし、1933年10月14日 - ）は日本の体育学者。

## 略歴
山口県出身。
山口県立光高等学校から1957年に日本体育大学を卒業。東京大学教養学部助手、講師を経て同学部助教授。のちに千葉大学教養学部に転じ同学部教授。退官後は名誉教授。
学生時代はバレーボール選手で、教員となったのちもバレーボール選手の体力面における科学的な研究や指導方法の研究を行い、1964年の東京オリンピックでは強化コーチを務めた。発表した書籍、論文多数。
バレーボール球界では、日本バレーボール協会常任理事、専務理事を歴任。国際バレーボール連盟の副会長、技術コーチ委員長、公認コーチ指導委員なども歴任した。その著書「ジュニアバレー・コーチングマニュアル」の推薦のことばとして、日本小学生バレーボール連盟会長は「日本の小学生・中学生バレーの育ての親」と最大級の賛辞を送っている。
長年に渡る教育研究の功労により、2013年4月に瑞宝中綬章を授章した。2018年にはバレーボール殿堂入りを果たした。

## 著書
- 『特訓バレーボール』（小学館、小学館入門百科シリーズ）